# Салли (Армения)
Салли (арм. Սալլի) — село в Вайоцдзорской области Армении.

## География
Село расположено в северо-западной части марза, на левом берегу реки Селимагет, при автодороге , на расстоянии 18 километров к северо-востоку от города Ехегнадзор, административного центра области. Абсолютная высота — 1550 метров над уровнем моря.
Климат
Климат характеризуется как умеренно холодный, влажный (Dfb в классификации климатов Кёппена). Среднегодовая температура воздуха составляет 8,7 °C. Средняя температура самого холодного месяца (января) составляет −4,1 °С, самого жаркого месяца (июля) — 20,7 °С. Расчётная многолетняя норма атмосферных осадков — 403 мм. Наибольшее количество осадков выпадает в мае (69 мм).

## Население
| Год переписи | Население          | Население          | Население          | Население            | Население            | Население            |
| Год переписи | Наличное население | Наличное население | Наличное население | Постоянное население | Постоянное население | Постоянное население |
| Год переписи | Всего              | Мужчины            | Женщины            | Всего                | Мужчины              | Женщины              |
| ------------ | ------------------ | ------------------ | ------------------ | -------------------- | -------------------- | -------------------- |
| 2001         | 226                | 108                | 118                | 235                  | 113                  | 122                  |
| 2011         | 217                | 96                 | 121                | 220                  | 100                  | 120                  |

| Год  | Численность | Численность |
| ---- | ----------- | ----------- |
| 1831 | 77          | [ 8 ]       |
| 1873 | 422         | [ 9 ]       |
| 1897 | 668         | [ 9 ]       |
| 1926 | 291         | [ 9 ]       |
| 1931 | 344         | [ 9 ]       |
| 1939 | 497         | [ 9 ]       |
| 1959 | 296         | [ 9 ]       |
| 1970 | 355         | [ 9 ]       |
| 1979 | 329         | [ 9 ]       |
| 1989 | 167         | [ 9 ]       |
| 2001 | 235         | [ 9 ]       |
| 2011 | 220         | [ 10 ]      |
| 2012 | 285         |             |